# Noidant-le-Rocheux
Noidant-le-Rocheux ist eine französische Gemeinde mit 162 Einwohnern (Stand: 1. Januar 2022) im Département Haute-Marne in der Region Grand Est (bis 2015 Champagne-Ardenne). Sie gehört zum Arrondissement Langres und zum Gemeindeverband Grand Langres. Die Bewohner werden Noidantais genannt.

## Geografie
Die Gemeinde Noidant-le-Rocheux liegt im Süden des Plateaus von Langres, etwa zehn Kilometer südwestlich von Langres und acht Kilometer westlich der Marne-Quelle. Im Süden der Gemeinde entspringt die Mouche, ein linker Nebenfluss der Marne. Das 16,49 km² umfassende flache bis leicht gewellte Relief des Gemeindegebietes ist von Äckern auf den höher gelegenen Flächen und bewaldeten Hängen an den Flussufern geprägt; ein größeres Waldgebiet liegt mit dem Bois du Prachey im Süden der Gemeinde. An der südöstlichen Gemeindegrenze wird mit 456 Metern über dem Meer der höchste Punkt erreicht. Umgeben wird Noidant-le-Rocheux von den Nachbargemeinden Perrancey-les-Vieux-Moulins im Norden, Saints-Geosmes im Osten, Brennes im Süden, Flagey im Südwesten, Perrogney-les-Fontaines im Westen sowie Courcelles-en-Montagne im Nordwesten.

## Bevölkerungsentwicklung
| Jahr      | 1962 | 1968 | 1975 | 1982 | 1990 | 1999 | 2006 | 2012 | 2021 |
| Einwohner | 193  | 184  | 180  | 146  | 156  | 194  | 212  | 174  | 156  |

Im Jahr 1851 wurde mit 549 Bewohnern die bisher höchste Einwohnerzahl ermittelt. Die Zahlen basieren auf den Daten von cassini.ehess und INSEE.

## Sehenswürdigkeiten
- Kirche Saint-Vallier
- Lavoir (Waschhaus) aus dem Jahr 1901
- Höhlensystem Chambre de Jehan Gustin, bestehend aus vier Galerien in unterschiedlichen Tiefen; die einzelnen Grotten heißen Roche-Belin, Roche du Duc, Roche Saint-Jacques und Roche Laduit, deren touristische Erschließung noch am Anfang steht. Zwei weitere Höhlen heißen Trou des cosaques und Grotte de Senance.

## Wirtschaft und Infrastruktur
In Noidant-le-Rocheux sind drei Landwirtschaftsbetriebe ansässig (Getreideanbau und Viehzucht).
Durch das Gemeindegebiet von Noidant-le-Rocheux verläuft die Fernstraße D 428, die als südlicher Autobahnzubringer für die nahe Stadt Langres dient. An der westlichen Gemeindegrenze verläuft die Autoroute A 31, deren Tank- und Rastanlage „Langres-Noidant“ teilweise auf dem Areal der Gemeinde Noidant-le-Rocheux liegt. Der zehn Kilometer entfernte Bahnhof von Langres liegt an der Bahnstrecke Paris–Mulhouse.

## Belege
1. ↑  Noidant-le-Rocheux auf cassini.ehess
2. ↑  Noidant-le-Rocheux auf INSEE
3. ↑  Landwirtschaftsbetriebe auf annuaire-mairie.fr